# Marsiling (metrostation)
Marsiling is een metrostation van de metro van Singapore aan de North South Line.